# 203 mm M115
L'M115 fu un pezzo di artiglieria degli Stati Uniti d'America.
In Italia furono anche soprannominati "Cicciobelli", e venivano trainati da FIAT TM 69 6x6.

## Storia
Fu progettato durante la seconda guerra mondiale come controparte al cannone tedesco 17 cm Kanone 18. Quest'obice veniva trasportato grazie ad un apposito trattore sulla base del M10 Wolverine. L'obice 203/25 ereditava parti dall'obice inglese BL 8 inch Howitzer Mk VI – VIII utilizzato durante la prima guerra mondiale.
Le prime foto dell'obice apparirono nel 1931, ma il suo sviluppo subi forti rallentamenti dovuti alla grande depressione.
Fu utilizzato durante la seconda guerra mondiale, la guerra di Corea, la guerra del Vietnam e la guerra d'indipendenza croata. In ambito NATO fu utilizzato come arma nucleare tattica.

## Utilizzatori
- Stati Uniti - fuori organico
- Belgio - fuori organico
- Danimarca - fuori organico - 1953-1992 - 12 pezzi
- Germania - fuori organico
- Grecia - fuori organico
- Italia - fuori organico - 1962-1992:
  - 18 pezzi del XIV Gruppo artiglieria pesante - 1962-1975
  - 18 pezzi del XV Gruppo artiglieria Pesante - 1962-1975
  -  ? pezzi del 5º Gruppo del Reggimento artiglieria "a Cavallo" (supporto al III Corpo d'armata)) - 1965-1981
  - 18 pezzi del 1º Gruppo artiglieria pesante "Adige" (3ª Brigata missili "Aquileia", V Corpo d'armata)) - 1975-1983
  - 18 pezzi del 9º Gruppo artiglieria pesante "Rovigo" (3ª Brigata missili "Aquileia", V Corpo d'armata)) - 1975-1992
  - 6 pezzi della 3ª Batteria del 18º Gruppo artiglieria da campagna "Gran Sasso" (Scuola di Artiglieria) - 1976-1981
  - 6 pezzi del Gruppo A.U.C. a Traino Meccanico (Scuola di Artiglieria) - 1981-1992
- Paesi Bassi - fuori organico
- Spagna - fuori organico
- Croazia - 24 pezzi
- Turchia - in servizio - 2010-oggi - 162 pezzi
- Corea del Sud - in servizio - 2010-oggi
- Taiwan - in servizio - 2010-oggi - 70 pezzi
- Giappone -
- Arabia Saudita - in servizio - 2010-oggi - 8 pezzi (in deposito)
- Iran - in servizio - 2010-oggi - 20 pezzi
- Giordania - in servizio - 2010-oggi - 4 pezzi
- Pakistan - in servizio - 2010-oggi - 28 pezzi
- India - fuori organico
- Sudan - 60 pezzi